# Mastercastle
Mastercastle é uma banda italiana de heavy metal e power metal criada em 2008 pelo guitarrista Pier Gonella e vocalista Giorgia Gueglio.

## História
Em 2008 foi criada na Itália, mais especificamente na cidade de Génova, a banda Mastercastle. Formada por 2 amantes de Deep Purple, Scorpions: Giorgia Gueglio, vocalista e Pier Gonella, guitarrista. 
O casal, Pier Gonella e Giorgia Gueglio, tiveram vários projetos musicais no passado e queriam tentar algo diferente. Não se prenderam a um gênero musical fixo e procuraram dar naturalidade às músicas. A dupla escreveu uma série de canções e, em seguida, escolheu quatro para gravar um promo. O primeiro músico contactado para ajudar a completar a demonstração foi o baterista Alessandro Bissa. Tendo trabalhado no passado com o Pier e Giorgia, a chegada de Bix's alterou o projeto inicial para uma banda de verdade. O line up foi completado por Steve Vawamas no baixo e o projeto inicial tornou-se em uma banda chamada Mastercastle que viria a concluir as gravações de quatro canções demo.
Em julho de 2008 eles enviaram as quatro faixas à Lion Music, depois de assinar com eles. O álbum de estréia "The Phoenix" ocorreu em 17 de abril de 2009. O álbum conseguiu aclamação da crítica e o vídeo de ''Princess of Love'' rapidamente alcançara 100 mil visualização no youtube. A banda ainda fez um acordo com a Spiritual Beast para um lançamento no Japão.
Neste ínterim, a banda italiana começou a produzir material para seu novo álbum. Mais 4 canções demo foram enviadas à Lion Music e o acordo foi fechado. O álbum Last Desire contou com 12 músicas (sendo 2 instrumentais), sendo lançado em 18 de junho de 2010, seguido pelo clipe Last Desire.
Em 18 de novembro de 2011 a banda produziu o álbum Dangerous Diamonds e colaborou neste mesmo ano para um cd beneficente (chamado Embrace the Sun) para as vítimas do tsunami e terremoto no Japão, com a música Sakura.
Logo que lançaram o seu terceiro álbum, começaram a produzir músicas para o álbum On Fire. Nisto, trocaram de baterista por John Macaluso (Malmsteen, James LaBrie, Ark, Tnt). O disco foi lançado em 2013 em 19 abril desse ano.
Em 2014, a banda italiana resolve mudar os ares e assina com a Scarlet Records para o lançamento de seu quinto álbum de estúdio denominado Enfer (De La Bibliothèque Nationale). Este álbum é descrito pela banda como sendo o seu mais pesado e sem perder sua origem e som característicos de sua carreira. O álbum é lançado em 14 de outubro.
Fevereiro de 2017 foi lançado o álbum ''Wine of Heaven''

## Formação
- Giorgia Gueglio - vocal
- Pier Gonella - guitarra
- Steve Vawamas - baixo
- Alessandro Bissa - bateria

## Discografia

### Álbuns de estúdio
- The Phoenix (2009)
- Last Desire (2010)
- Dangerous Diamonds (2011)
- On Fire (2013)
- Enfer (De La Bibliothèque Nationale) (2014)
- Wine of Heaven (2017)
- Lighthouse Pathetic (2022)[5]

### Demos
- Words are swords (2008)